# Griffin Boyette Bell
Griffin Bell (Americus, Geòrgia, EUA. 31 d'octubre de 1918 – 5 de gener de 2009), fou un defensor dels Drets Civils i Fiscal general dels Estats Units (1977-1981). Va ser el 72è fiscal general dels Estats Units, i va servir sota la presidència de Jimmy Carter. Anteriorment, va ser jutge federal del Tribunal d'Apel·lacions dels Estats Units per al Cinquè Circuit.